# اردوگاه کار اجباری یودوک
اردوگاه کار اجباری یودوک ( ‎/ˈjoʊdʌk, -dɒk, -doʊk/‎ ; تلفظ کره‌ای: [jo.dʌ̹k̚] )  یک کوالیسو در کره شمالی بود. نام رسمی آن، کوان‌لی‌سو (اردوگاه کار کیفری) شماره ۱۵ بود. از این اردوگاه برای جداسازی کسانی که به عنوان دشمنان دولت تلقی می‌شدند و مجازات آنها به‌خاطر جنایات سیاسی  و بهره‌کشی از ایشان در کار اجباری استفاده می‌شد.   این اردوگاه در سال ۲۰۱۴ بسته شد.  